# Barbaran
Barbaran je nenaseljen otok v Jadranskem morju. Pripada Hrvaški. Nahaja se severno od otoka Sveti Nikola in pristanišča Poreč ter zahodno od polotoka Poreč.
Po državnem programu za zaščito in uporabo majhnih, občasno naseljenih in nenaseljenih otokov ter okoliškega morja Ministrstva za regionalni razvoj in sklade Evropske unije je uvrščen med otoke z manjšo nadmorsko višino (skale različnih oblik in velikosti). Površina je 2.636 m2 in pripada mestu Poreč.
Za zagotovitev zadostnega števila ustreznih pomorskih in kopenskih zmogljivosti pristanišča Poreč je predvidena gradnja valobrana na Barbari, za kar je ministrstvo vložilo zahtevo za presojo vplivov na okolje.